# Волгоградская ТЭЦ-2
Волгоградская ТЭЦ-2 — энергетическое предприятие в Волгограде, Южный федеральный округ. ТЭЦ является генерирующей мощностью «Лукойл-Волгоградэнерго».

## Эксплуатация
Волгоградская ТЭЦ-2 введена в эксплуатацию в 1956 году. В составе станции 7 турбин и 10 паровых котлов. Установленная электрическая мощность станции — 225 МВт, установленная тепловая мощность — 1112 Гкал/час. Производит отпуск электрической энергии в единую электросистему России. Обеспечивает электрической и тепловой энергией ООО «Лукойл-Волгограднефтепереработка» и теплоснабжение жилого фонда Заканальной части Красноармейского района Волгограда.